# HNK Mladost Domaljevac
HNK Mladost je hrvatski nogometni klub iz Domaljevca.

## Povijest
Klub je osnovan 1928. godine.
U sezoni 2006./07. bili su prvaci 1. županijske lige PŽ, a isti uspjeh su ostavarili u sezoni 2022./23.
Trenutačno se natječe u Drugoj ligi FBiH – Sjever.